# Kalenderen
Kalenderen is een actie bij het heien, namelijk tellen hoeveel slagen met een heiblok nodig zijn om de paal een vooraf bepaalde afstand ( 25 centimeter) te laten zakken. Het kalenderen vindt plaats door de slagen te tellen, en deze in te vullen op een zogenaamde kalenderstaat.
Kalenderen geeft een aanwijzing voor de kleef, en de paalpuntweerstand; en is een maat voor de draagkracht (welke vooraf is bepaald door middel van berekeningen aan de hand van sonderingen) van de paal. De kalendering wordt gebruikt als controle op het uitgevoerde heiwerk.
Bij onverwachte verstoringen in de grond, bij paalbreuk, of bij te ondiep of juist te diep heien zal de gevonden kalendering afwijken van de verwachte kalendering, en wordt, na eventueel verder onderzoek de paal afgekeurd.